# Christie's

Logo della Casa d'aste, Christie's.

Christie's, fondata nel 1766 da James Christie, è la più grande casa d'aste al mondo. Nel 2015 la compagnia ha registrato un totale di vendite per il valore di 4,8 miliardi di sterline (7,4 miliardi di dollari).
È rappresentata da 54 uffici in 32 paesi e 12 sale in tutto il mondo tra cui Londra, New York, Parigi, Ginevra, Milano, Amsterdam, Dubai, Hong Kong, Zurigo, Shanghai e Mumbai. La compagnia conta più di 350 vendite ogni anno in oltre 80 categorie di oggetti, da opere d'arte a gioielli, da fotografie ad oggetti da collezione, fino a vini pregiati.
Christie's fa parte del Groupe Artémis, di proprietà del magnate francese François Pinault, il quale acquistò la compagnia nel 1998.
Al 1º gennaio 2017 Guillaume Cerutti è diventato amministratore delegato di Christie's, su raccomandazione di Patricia Barbizet e della famiglia Pinault, mentre Pinault ha assunto il ruolo di presidente del consiglio e la Barbizet è stata nominata vicepresidente. Dal dicembre 2014, la nuova presidentessa di Christie's è Patricia Barbizet: una delle 50 donne più potenti del mondo secondo Fortune.

## Storia
Sebbene la società dichiari che il fondatore abbia condotto la prima vendita il 5 dicembre 1766, esistono altre fonti secondo cui la prima asta sarebbe stata tenuta nel 1762 e sono state rintracciate perfino pubblicità su giornali che mostrano come la compagnia sia stata attiva fin dal 1759.
Per quanto la questione sia ancora controversa, è certo come James Christie abbia tenuto la sua prima vendita a Londra, nella sede del Great Rooms in Pall Mall, e che questa comprendesse due vasi da notte, un paio di lenzuola e quattro ferri da stiro.
Alla morte del fondatore, avvenuta nel 1803, il figlio James Christie II prende in mano l'attività e nel 1823 la sede viene definitivamente spostata da Pall Mall Street al numero 8 di King Street a St. James.
Dopo la morte di James II, avvenuta nel 1831, la società prende il nome di Christie & Manson, da William Manson, che si unisce alla società.
Successivamente, nel 1859, anche Thomas Woods assume un ruolo chiave nella compagnia, divenendone direttore. Si forma quindi la “Christie, Manson & Woods”.
Nel 1941, in piena seconda guerra mondiale, i locali dell'azienda vengono gravemente danneggiati da una bomba, per cui la sede viene spostata dapprima a Derby House, vicino a Oxford Street, e poi a Spencer House a St. James. I locali di King Street vengono finalmente ricostruiti nel 1953, dove l'azienda ha sede stabile.
Cinque anni dopo, nel 1958, Christie's apre la sua prima filiale all'estero, con un ufficio a Roma.
L'azienda continua a crescere e dopo aver aperto una sala d'aste a Ginevra (dove si tengono aste internazionali di gioielli), apre ulteriori uffici a Parigi e Tokyo nel 1969 e ad Amsterdam nel 1973.
In quella stessa data, Christie's diviene finalmente una società per azioni quotata alla Borsa di Londra.
Nel 1975 viene aperta una nuova sede, sempre a Londra, in South Kensington, e appena due anni dopo viene aperta una filiale su Park Avenue, a New York (una seconda sede verrà aperta nell'aprile 2000 su Rockefeller Plaza).
Nel 1989, Christie si espande in Estremo Oriente con la formazione di una joint venture, la Christie Swire (Hong Kong) Limited. Inoltre, una nuova sala d'asta è aperta a Melbourne in Australia.
Nel 1998, Artémis acquista una quota di maggioranza dell'azienda, che diviene proprietà privata dell'industriale francese François Pinault.
Nuove sedi vengono istituite a Parigi (inaugurata il 5 dicembre 2001, esattamente 235 anni dopo la prima vendita del fondatore) e a Dubai (nel 2005).
Nel 2007, Christie's annuncia l'acquisizione della celebre galleria d'arte contemporanea Haunch of Venison. Nel giugno dello stesso anno Maria Gabriella di Savoia, discendente di re Vittorio Emanuele III incarica Christie's di vendere i bozzetti realizzati da Francesco Paolo Michetti per la produzione del francobollo Michetti a destra e che straordinariamente si trovavano ancora tra le proprietà della ex-famiglia reale.

## Sedi

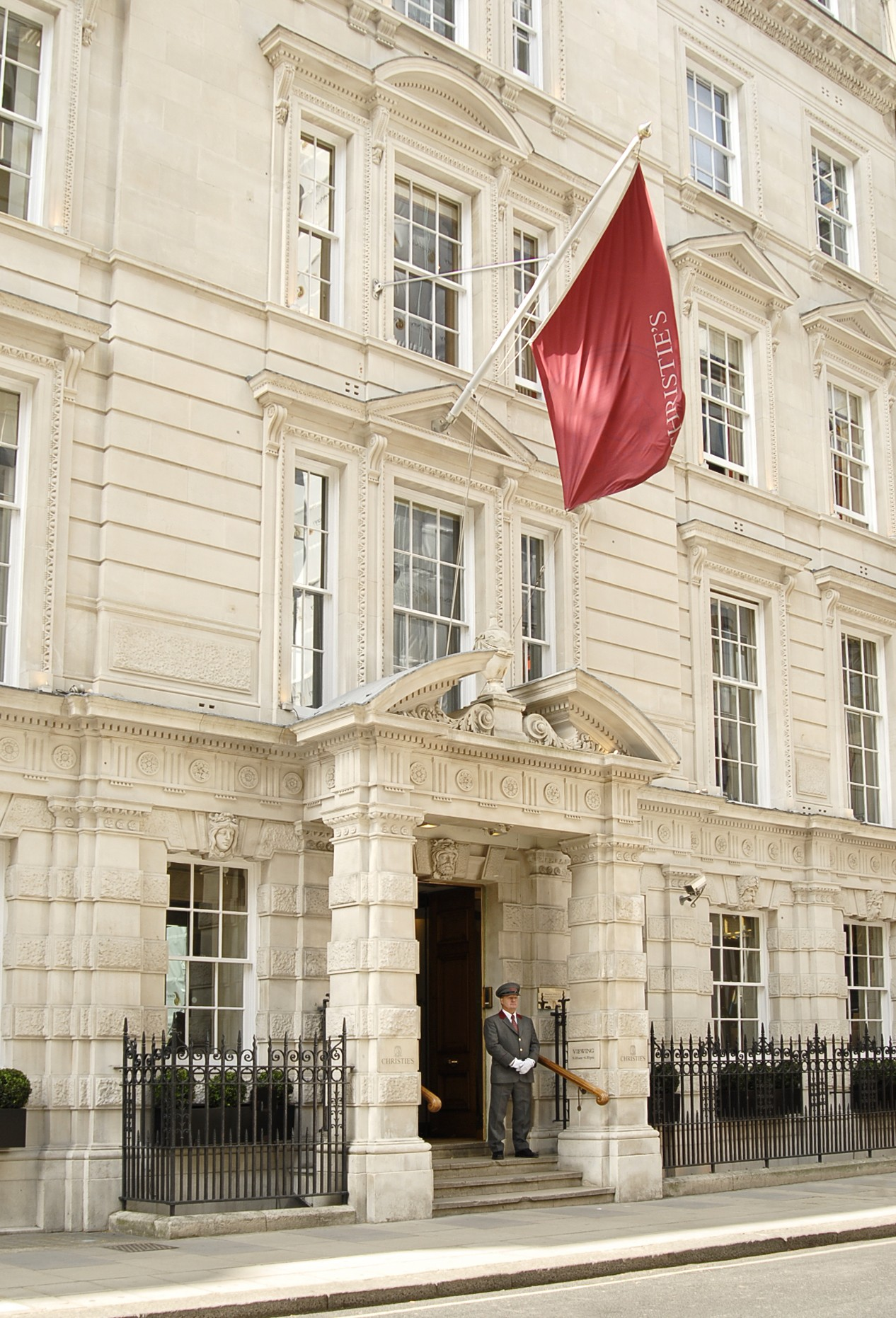
La sede principale di Christie's a King Street, Londra.

La sede principale di Christie's si trova a Londra, a King Street (St. James), fin dal 1823.
Soltanto per un periodo temporaneo, l'azienda fu costretta a trasferirsi in Derby House (vicino a Oxford Street) e poi a Spencer House (St. James) a causa dei bombardamenti durante la seconda guerra mondiale, ma nel 1953 i locali di King Street vennero ricostruiti.
Una seconda sede londinese si trova a South Kensington, istituita nel 1975.
La prima filiale estera è stata inaugurata a Roma nel 1958.
Ulteriori uffici sono aperti a Ginevra (1968), Parigi (1969 e 2001), Tokyo (1969), Amsterdam (1973), New York (a Park Avenue nel 1977 e a Rockefeller Plaza nel 2000), Melbourne (1989), Dubai (2005).
Nel gennaio 2009 Christie contava 85 uffici (non tutti sono case d'asta) in 43 paesi, con ulteriori sedi a Los Angeles, Houston, Mosca, Vienna, Buenos Aires, Berlino, Milano, Madrid, Pechino, Hong Kong, Singapore, Bangkok, Tel Aviv e Città del Messico.

## Aste notevoli
- 1848: la vendita della collezione del duca di Buckingham dura 40 giorni.
- 1876: l'opera di Thomas Gainsborough Ritratto della duchessa di Devonshire è la prima opera d'arte venduta per 10 000 ghinee.
- 1882: la vendita della collezione del duca di Hamilton dura 17 giorni. Undici delle opere vengono acquistate dall'allora neonata National Gallery di Londra.
- 1892: Christie's vende il suo primo quadro impressionista, L'assenzio di Degas.
- 1926: L'opera di George Romney Ritratto della signora Davenport realizza e diviene la più costosa opera d'arte venduta tra le due guerre mondiali.
- 1965: viene venduta l'opera di Rembrandt Ritratto di Tito.
- 1970: viene venduta l'opera di Velázquez Ritratto di Juan de Pareja.
- 1975: la Stella del Sud Africa, un diamante a forma di pera, viene venduto a Ginevra per 1,6 milioni di franchi svizzeri.
- 1977: la sala d'asta su Park Avenue, a New York, viene inaugurata.
- 1980: a New York vengono venduti la collezione Ford di quadri impressionisti e il Codice Leicester di Leonardo da Vinci. Quest'ultimo viene acquistato da Armand Hammer.
- 1984: viene venduta la collezione del Duca di Devonshire, che comprende un disegno di Raffaello.
- 1985 viene venduta l'Adorazione dei Magi di Andrea Mantegna, che diventa il suo dipinto più costoso mai venduto.
- 1986 viene venduta l'opera di Manet La Rue Monsieur aux Paveurs e diviene la pittura impressionista più costosa mai venduta ad un'asta. In questo stesso anno viene realizzata la prima delle serie di vendite di oggetti recuperati da naufragi: le porcellani cinesi e i lingotti d'oro del Nanking Cargo sono vendute ad Amsterdam.
- 1987: le vendite di Christie's battono diversi record con I girasoli di Van Gogh e Le Pont de Trinquetaille. Altri record notevoli sono raggiunti per una Bibbia di Gutenberg, un diamante di 64,83 carati e una Bugatti Royale del 1931.
- 1988: a New York l'opera di Van Gogh Ritratto di Adeline Ravoux realizza 13,75 milioni di dollari. A Londra viene venduta l'opera di Picasso Acrobate et Jeune Arlequin.
- 1989: l'opera di Pontormo Ritratto del duca Cosimo I de' Medici viene venduta per 35,2 milioni di dollari, diventando l'opera più costosa mai venduta.
- 1990: l'opera di Van Gogh Ritratto del Dottor Gachet raggiunge il record di 82,5 milioni di dollari diventando l'opera d'arte più costosa mai venduta al mondo. Nello stesso anno, il Badminton Cabinet è venduto per 15,1 milioni di dollari, stabilendo il record assoluto per i pezzi di mobilio.
- 1991: viene venduta l'opera di Tiziano Venere e Adone.
- 1992: viene venduta l'opera di Michelangelo Merisi Riposo durante la fuga in Egitto ad un prezzo record per un disegno dei vecchi maestri. Un bassorilievo assiro del IX secolo a.C. proveniente dal Palazzo di Assurnasirpal II a Nimrud, che stabilisce un record mondiale per la vendita di qualsiasi genere di oggetto antico. Anche nel settore della gioielleria viene battuto un record: a Hong Kong la collana Mdivani viene venduta per 33 milioni di dollari di Hong Kong.
- 2013: viene venduta l'opera di Basquiat Dustheads per 48 milioni di dollari, record mondiale dell'artista. Nella stessa vendita all'asta vengono venduti una pittura di Pollock (nº19) per 58 milioni di dollari (record mondiale), un'altra opera di Roy Lichtenstein che è stata aggiudicata per 56 milioni di dollari (ugualmente record mondiale) e per finire, un Mark Rothko venduto per 27 milioni di dollari[10].
- 2015: battuto l'ennesimo record con Les Femmes d'Alger (versione "O") di Pablo Picasso che, dopo un accesissimo offerta e rilancio, viene venduto per la stratosferica cifra di 179,3 milioni di dollari (160 milioni di euro circa).
- Nel novembre 2015, il dipinto Nu Couche di Amedeo Modigliani (1917-18) è stato venduto all'asta serale di New York per 170,4 milioni di dollari: il secondo quadro più costoso venduto in asta.[11]
- Nell'ottobre 2017, viene venduto il dipinto Salvator Mundi, attribuito a Leonardo da Vinci, per la cifra di 450,3 milioni di dollari, diventando così il quadro più costoso di sempre in asta.
- 2019: viene venduta la leggendaria Fender Stratocaster "Black Strat" di David Gilmour per la cifra di 3 975 000 dollari diventando così lo strumento musicale a corda più costoso mai venduto in un'asta.